# Charles Bijleveld (1869)
Charles Marie Antoine Bijleveld (Leiden, 1 december 1869 – Utrecht, 31 juli 1948) was een Nederlands ambtenaar en jurist.

## Leven en werk
Bijleveld werd in 1869 te Leiden geboren als zoon van Rudolf Theodoor Bijleveld en Wilhelmina Jacoba Hartman. Hij studeerde rechtsgeleerdheid aan de Universiteit Leiden waar hij in 1894 promoveerde. Hij werd referendaris bij het ministerie van Waterstaat. Van 1909 tot 1932 was hij lid van de Centrale Raad van Beroep voor de sociale verzekering in Utrecht. In 1932 werd hij vicevoorzitter en in 1939 voorzitter van dit orgaan.
Op 26 mei 1898 trouwde Bijleveld in Den Haag met Wilhelmina Regina del Campo (genaamd Camp). Een zoon van hen was Rudolf Theodoor Bijleveld burgemeester van Borger. Hun kleinzoon was Anne Willem Bijleveld, VN-functionaris. Bijleveld overleed in juli 1948 op 78-jarige leeftijd in Utrecht. Hij werd begraven op Den en Rust te Bilthoven.

## Onderscheiding
- Ridder in de Orde van de Nederlandse Leeuw

## Publicatie
- Het eerste hoofdstuk van het Belgische wetsontwerp op de kinderbescherming, uitg. Eduard IJdo, Leiden, 1894 (proefschrift)